# 四川电影电视学院
30°30′56″N 103°35′43″E / 30.51555°N 103.59537°E
四川电影电视学院（Sichuan Film and Television University）简称“川影”，位于四川省成都市，是经中华人民共和国教育部批准的，继北京电影学院之后的第二所以电影命名的全日制本科院校。

## 发展历程
学校的前身是1992年四川省教育厅正式批准建立的四川电影电视艺术进修学院。1996年，四川师范大学与四川共缘实业有限公司在原四川电影电视艺术进修学院基础上联合举办了四川师范大学电影电视学院，开始招收全日制普通本专科学生。
2012年2月，四川共缘实业有限公司在现有四川师范大学电影电视学院的基础上，申报成立设置艺术类高等职业院校四川电影电视职业学院，获得四川省人民政府批准和教育部备案。2014年5月经教育部批准，四川电影电视职业学院和四川师范大学电影电视学院合并转设为为四川电影电视学院。

## 院系设置
- 播音主持学院
- 电视学院
- 戏剧影视导演系
- 戏剧影视文学系
- 表演系
- 音乐舞蹈学院舞蹈系
- 戏剧影视美术系
- 艺术设计系
- 管理系
- 影视制作系
- 数字媒体艺术系
- 空中乘务系
- 音乐舞蹈学院音乐系
- 动画系
- 英语教学部
- 基础教学部
- 数字媒体技术系
- 网络与新媒体系
- 联合作品中心
- 服装表演系
- 公共艺术专业

## 知名校友
- 李易峰
- 李佳明
- 谢娜
- 杨乐乐
- 杨迪
- 黄橙子
- 陈浩